# Wutach (gmina)
Wutach – miejscowość i gmina w Niemczech, w kraju związkowym Badenia-Wirtembergia, w rejencji Fryburg, w regionie Hochrhein-Bodensee, w powiecie Waldshut, wchodzi w skład wspólnoty administracyjnej Bonndorf im Schwarzwald. Leży w Schwarzwaldzie, nad Wutach, pomiędzy Bonndorf im Schwarzwald a Blumberg.
Największymi dzielnicami gminy są (w nawiasie podano liczbę mieszkańców): Ewattingen (800), Münchingen (287), Lembach (195).